# Leopoldo di Sassonia-Coburgo-Koháry
Leopoldo Francesco Giulio, principe di Sassonia-Coburgo-Gotha- Koháry (Vienna, 31 gennaio 1824 – Vienna, 20 maggio 1884), è stato un principe tedesco della casa di Sassonia-Coburgo-Gotha.

## Biografia
Leopoldo era l'ultimogenito del principe Ferdinando di Sassonia-Coburgo-Gotha e di Maria Antonia Koháry.
Essendo Leopoldo il figlio più giovane, era improbabile che ereditasse titoli o terra, così entrò nell'esercito austriaco. A un certo punto Leopoldo venne considerato come un potenziale marito per Isabella II di Spagna, ma l'unione non venne portata a compimento per resistenza della Francia e di altre potenze europee. Sin dal 1815 la Spagna era stata teatro di rivalità tra le grandi potenze dell'Europa dell'epoca che cercavano di estendere la loro influenza nella penisola iberica supportando differenti candidati ad ogni matrimonio di prestigio. Leopoldo del resto era un partito qualificato in quanto suoi cugini erano la Regina Vittoria del Regno Unito e suo marito il principe Alberto, mentre il re Leopoldo I del Belgio era zio paterno di Leopoldo e zio materno della regina Vittoria. Il fratello di Leopoldo, re Ferdinando II del Portogallo, era coreggente di Maria II del Portogallo.
Leopoldo morì il 20 maggio 1884 a Vienna.

## Matrimonio e figli
Il 23 aprile 1861, Leopoldo, a Vienna, sposò Constanze Geiger (1835 - 1890), una donna di origini non nobili. Il matrimonio venne considerato morganatico. Nel 1862, il duca Ernesto II di Sassonia-Coburgo-Gotha la nominò baronessa von Ruttenstein. Costanza era una nota compositrice e attrice viennese ed era, inoltre, un'amica intima del compositore Johann Strauss.
Da questa unione nacque un figlio:
- Franz (1860–1899), barone di Ruttenstein.

## Ascendenza
|                                                 |                                    |                                           | Genitori                                    |  |  | Nonni |  |  | Bisnonni                                      |  |  | Trisnonni                                     |  |
|                                                 |                                    |                                           |                                             |  |  |       |  |  | Ernesto Federico di Sassonia-Coburgo-Saalfeld |  |  | Francesco Giosea di Sassonia-Coburgo-Saalfeld |  |
|                                                 |                                    |                                           |                                             |  |  |       |  |  | Ernesto Federico di Sassonia-Coburgo-Saalfeld |  |  | Francesco Giosea di Sassonia-Coburgo-Saalfeld |  |
|                                                 |                                    | Anna Sofia di Schwarzburg-Rudolstadt      |                                             |  |  |       |  |  | Ernesto Federico di Sassonia-Coburgo-Saalfeld |  |  |                                               |  |
| Francesco Federico di Sassonia-Coburgo-Saalfeld |                                    |                                           |                                             |  |  |       |  |  | Ernesto Federico di Sassonia-Coburgo-Saalfeld |  |  |                                               |  |
|                                                 |                                    | Sofia Antonia di Brunswick-Wolfenbüttel   | Ferdinando Alberto II di Brunswick-Lüneburg |  |  |       |  |  |                                               |  |  |                                               |  |
|                                                 |                                    | Sofia Antonia di Brunswick-Wolfenbüttel   | Ferdinando Alberto II di Brunswick-Lüneburg |  |  |       |  |  |                                               |  |  |                                               |  |
|                                                 |                                    | Sofia Antonia di Brunswick-Wolfenbüttel   | Antonietta Amalia di Brunswick-Wolfenbüttel |  |  |       |  |  |                                               |  |  |                                               |  |
| Ferdinando di Sassonia-Coburgo-Kohary           |                                    | Sofia Antonia di Brunswick-Wolfenbüttel   |                                             |  |  |       |  |  |                                               |  |  |                                               |  |
|                                                 |                                    | Enrico XXIV di Reuss-Ebersdorf            | Enrico XXIII di Reuss-Ebersdorf             |  |  |       |  |  |                                               |  |  |                                               |  |
|                                                 |                                    | Enrico XXIV di Reuss-Ebersdorf            | Enrico XXIII di Reuss-Ebersdorf             |  |  |       |  |  |                                               |  |  |                                               |  |
|                                                 |                                    | Enrico XXIV di Reuss-Ebersdorf            | Sofia Teodora di Castell-Remlingen          |  |  |       |  |  |                                               |  |  |                                               |  |
| Augusta di Reuss-Ebersdorf                      |                                    | Enrico XXIV di Reuss-Ebersdorf            |                                             |  |  |       |  |  |                                               |  |  |                                               |  |
|                                                 |                                    | Carolina Ernestina di Erbach-Schönberg    | Giorgio Augusto di Erbach-Schönberg         |  |  |       |  |  |                                               |  |  |                                               |  |
|                                                 |                                    | Carolina Ernestina di Erbach-Schönberg    | Giorgio Augusto di Erbach-Schönberg         |  |  |       |  |  |                                               |  |  |                                               |  |
|                                                 |                                    | Carolina Ernestina di Erbach-Schönberg    | Ferdinanda Enrichetta di Stolberg-Gedern    |  |  |       |  |  |                                               |  |  |                                               |  |
| Leopoldo di Sassonia-Coburgo-Koháry             |                                    | Carolina Ernestina di Erbach-Schönberg    |                                             |  |  |       |  |  |                                               |  |  |                                               |  |
|                                                 | Ignac II József Csabragi di Koháry | …                                         |                                             |  |  |       |  |  |                                               |  |  |                                               |  |
|                                                 | Ignac II József Csabragi di Koháry | …                                         |                                             |  |  |       |  |  |                                               |  |  |                                               |  |
|                                                 | Ignac II József Csabragi di Koháry | …                                         |                                             |  |  |       |  |  |                                               |  |  |                                               |  |
| Ferenc József di Koháry                         | Ignac II József Csabragi di Koháry |                                           |                                             |  |  |       |  |  |                                               |  |  |                                               |  |
|                                                 |                                    | Maria Gabriella Cavriani di Imena         | …                                           |  |  |       |  |  |                                               |  |  |                                               |  |
|                                                 |                                    | Maria Gabriella Cavriani di Imena         | …                                           |  |  |       |  |  |                                               |  |  |                                               |  |
|                                                 |                                    | Maria Gabriella Cavriani di Imena         | …                                           |  |  |       |  |  |                                               |  |  |                                               |  |
| Maria Antonia di Koháry                         |                                    | Maria Gabriella Cavriani di Imena         |                                             |  |  |       |  |  |                                               |  |  |                                               |  |
|                                                 |                                    | Giorgio Cristiano di Waldstein-Wartenberg | …                                           |  |  |       |  |  |                                               |  |  |                                               |  |
|                                                 |                                    | Giorgio Cristiano di Waldstein-Wartenberg | …                                           |  |  |       |  |  |                                               |  |  |                                               |  |
|                                                 |                                    | Giorgio Cristiano di Waldstein-Wartenberg | …                                           |  |  |       |  |  |                                               |  |  |                                               |  |
| Maria Antonia di Waldstein-Wartenberg           |                                    | Giorgio Cristiano di Waldstein-Wartenberg |                                             |  |  |       |  |  |                                               |  |  |                                               |  |
|                                                 |                                    | Maria Isabella di Ulfeldt                 | …                                           |  |  |       |  |  |                                               |  |  |                                               |  |
|                                                 |                                    | Maria Isabella di Ulfeldt                 | …                                           |  |  |       |  |  |                                               |  |  |                                               |  |
|                                                 |                                    | Maria Isabella di Ulfeldt                 | …                                           |  |  |       |  |  |                                               |  |  |                                               |  |
|                                                 |                                    | Maria Isabella di Ulfeldt                 |                                             |  |  |       |  |  |                                               |  |  |                                               |  |